# Monozukuri
Monozukuri significa em japonês "produção" ou "fabricação de coisas", e é o termo para "manufatura". O significado mais amplo abrange uma síntese de proezas tecnológicas, know-how e espírito das práticas de fabricação do Japão. O espírito inclui uma atitude sincera em relação à produção com orgulho, habilidade e dedicação e a busca da inovação e da perfeição. É atualmente uma palavra de ordem no Japão e muitos japoneses acreditam que o monozukuri levou o Japão a uma posição dominante no mercado mundial. Dentro de sua definição também está incluído aquele que funciona como um estado mental que faz produzir bem, integrando toda a cadeia de valor e melhorando-a em todos os seus aspectos continuamente.

## Etimologia
A palavra japonesa monozukuri (ものづくり) é uma combinação das palavras "coisa" (物, mono) e "processo de fabricação" (のり, tsukuri, ou zukuri), que pode ser traduzido como "o ato de fazer". A expressão passou a ser usada como uma espécie de palavra de ordem na indústria e mídia de massa para incorporar o espírito japonês e a história da fabricação. É uma palavra de origem japonesa e só recentemente, desde a segunda metade da década de 1990, passou a significar fabricação e produção. Seu uso foi popularizado após a promulgação da Lei Básica sobre a Promoção da Tecnologia de Fabricação de Núcleos, em 19 de março de 1999, para apoiar o desenvolvimento da indústria manufatureira no país.

## Monozukuri Genba
O Monozukuri Genba  é um entendimento de que o sentimento que move os latinos é muito diferente do de um trabalhador em outras latitudes, por isso baseia-se na obtenção de disciplina nas operações sem esquecer que o trabalhador latino se mobiliza pela paixão pelo que faz. É impossível para um japonês ou um europeu entender como a paixão de um trabalhador latino se move se ele não viveu muito nesses países, razão pela qual a tentativa de implementar metodologias de trabalho estrangeiras nessas regiões muitas vezes falha.